# Putain
'Putain' is een Belgische dramareeks uit 2024, gecreëerd door schrijver Frederik Daem en de Brusselse rapper Zwangere Guy. De serie ging in première op 15 december 2024 op Streamz, VRT MAX, GoPLay, VTM GO en Videoland biedt een rauwe en authentieke kijk op het leven in de straten van Brussel.

## Verhaal
De serie volgt het leven van verschillende personages die hun weg proberen te vinden in het complexe dagelijkse leven van Brussel. Putain belicht thema's zoals armoede, criminaliteit en sociale ongelijkheid. Tegelijkertijd benadrukt de reeks de veerkracht en solidariteit binnen de Brusselse gemeenschappen.  

## Productie
Putain werd ontwikkeld door Frederik Daem en Zwangere Guy, geschreven door Frederik Daem, Deben Van Dam en Nadège Bibo-Tansia die hun inspiratie haalde uit hun eigen ervaringen in Brussel, en geregisseerd door Deben Van Dam. De productie werd gerealiseerd door een team van lokale filmmakers en acteurs, wat bijdraagt aan de authentieke en realistische sfeer van de reeks.

## Ontvangst
Bij de release kreeg Putain lovende kritieken van zowel recensenten als kijkers. De serie werd geprezen om de sterke acteerprestaties, het realistische script en de wijze waarop sociale problematiek wordt aangekaart. Critici noemden het een van de meest relevante en oprechte producties van het jaar.